# La sangre del vampiro
La sangre del vampiro es una película de horror británica de 1958 dirigida por Henry Cass.

## Sinopsis
Una joven pareja (Vicente Ball y Barbara Shelley) está siendo  aterrorizados por el Dr. Calístrato (Donald Wolfit), quien fue ejecutado, pero ha vuelto a la vida con un trasplante de corazón. Junto con su deforme asistente Carl (Víctor Maddern), el 'anémico' científico loco, cree que es un vampiro, lo que lo lleva a realizar investigaciones sobre la deficiencia de sangre en los internos de un hospital de la prisión para criminales dementes para sostener su regreso a la vida.

## Cast
- Donald Wolfit como Doctor Calístrato.
- Barbara Shelley como Madeleine Duval.
- Vicente Ball como el Dr. John Pierre
- Víctor Maddern como Carl.
- William Devlin como Kurt Urach.
- Andrew Faulds como Jefe de la Guardia Wetzler.
- John Le Mesurier como Juez.
- Bryan Coleman como el señor Auron.
- Max Brimmell como Warder.
- Cameron Hall como el doctor borracho.
- George Murcell como el primer guardia.
- Julian extraño como el segundo guardia.
- Bruce Wightman como el tercer guardia.
- Barbara Burke como el Ama de llaves.
- Bernard Bresslaw como el ladrón fugitivo alto.
- Hal Osmond como el ladrón fugitivo pequeña.
- Henri Vidon como el profesor Bernhardt Meinster.
- John Stuart como el Tío Phillippe.
- Colin Tapley como el Comisario de Prisiones.
- Denis Shaw como el herrero.
- Pat Phoenix como Mujer (sin acreditar).